# Défenseur public de Géorgie
Le Défenseur public de Géorgie (en géorgien : საქართველოს სახალხო დამცველი, sak'art'velos sakhalkho damtsveli), ou ombudsman, est une personne chargée de garantir le respect des droits de l'homme et des libertés en Géorgie. Il conseille le gouvernement sur les questions des droits de l'homme. Il analyse également les lois, politiques et pratiques du pays, conformément aux normes internationales, et fournit des recommandations pertinentes.
Le Défenseur public de Géorgie est élu pour un mandat de six ans, pour un maximum d'un mandat consécutif, à la majorité d'au moins 3/5 du nombre total des membres du Parlement géorgien. Le Bureau du Défenseur public est créé conformément à la loi organique de 1996 sur le Défenseur public de Géorgie. Toute entrave aux activités du Défenseur public est punissable par la loi. La Constitution de la Géorgie accorde une certaine immunité aux défenseurs publics : ils ne peuvent être arrêtés qu'avec le consentement du Parlement, sauf s'ils sont capturés sur les lieux du crime.

## Liste des Défenseurs publics de Géorgie
- 27 octobre 1997 - 1er septembre 2000 : Davit Saralidzé ;
- 1er septembre 2000 - 1er septembre 2003 : Nana Devdariani ;
- 1er septembre 2003 - 16 septembre 2004 : Temour Lomsadzé ;
- 16 septembre 2004 - 17 septembre 2009 : Sozar Soubari ;
- 17 septembre 2009 - 20 septembre 2012 : Guiorgui Toughouchi ;
- 7 décembre 2012 - 30 novembre 2017 : Outcha Nanouachvili ;
- 30 novembre 2017 - 8 décembre 2022 : Nino Lomdjaria ;
- 8 décembre 2022 - 7 mars 2023 : Tamar Gvaramadze (intérim) ;
- Depuis le 7 mars 2023 : Levan Iosseliani.